# Мар'їна Роща (район)
Мар'їна Роща (рос. Ма́рьина ро́ща) — адміністративний район в Москві, входить до складу Північно-Східного адміністративного округу. Населення станом на 1 січня 2017 року 67234 чол., площа 4,68 км²
Район утворено в 5 липня 1995 року.

На території району розташовані станції метро Мар'їна Роща, Савеловська, Мар'їна Роща, [Ризька